# Elena Subirats
Elena Subirats (Ciudad de México, 30 de diciembre de 1947-28 de marzo de 2018) fue una tenista profesional y medallista panamericana mexicana.

## Carrera
Su participación más destacada individualmente fue llegar a los cuartos de final de Abierto de Francia en 1968, además de superar la primera ronda en el Abierto de Australia de 1968 y del Abierto de Estados Unidos en 1971. En competiciones internacionales representó a México en la Fed Cup de 1973 cuando venció a Sonja Pachta por parciales de 6-3 y 6-1. Ya en segunda ronda en Alemania Occidental, cayó ante la británica Virginia Wade en dos sets,  5-7 y 5-7.
Elena participó en dos ediciones de los Juegos Panamericanos São Paulo 1963 y Winnipeg 1967. En los primeros logró la medalla de bronce, junto con su compatriota Yolanda Ramírez. Mientras que en tierras canadienses se levantó con el título de individuales femenil.
Fue directora de la Dirección General de Actividades Deportivas y Recreativas en la Universidad Nacional Autónoma de México en 1986 y su segundo periodo de 1989 a 1992. Le dio un gran impulso al deporte universitario y fue una directora que dejó un legado histórico del deporte universitario, bajo su gestión se editaron y escribieron varios documentos que se conservan en el Centro de Documentación del Deporte y la Recreación . (http://www.deporte.unam.mx 22/05/2018)

## Juegos Panamericanos

### Campeona Individuales(1)
| Año  | Torneo           | Oponente en la final |
| 1967 | JP Winnipeg 1967 | Patsy Rippy          |

### Tercer lugar (1)
| Año  | Torneo            | Pareja          |
| 1963 | JP São Paulo 1963 | Yolanda Ramírez |

## Enlaces
- http://en.wikipedia.org/wiki/Tennis_at_the_Pan_American_Games (en inglés)

- Datos: Q8774746